# Viella, Gers
Viella là một xã thuộc tỉnh Gers trong vùng Occitanie miền nam nước Pháp.